# Рапочів (струмок)
Рапочів, Ропочів — струмок в Україні, у Путильському районі Чернівецької області, лівий доплив Сучави (басейн Дунаю).

## Опис
Довжина струмка приблизно 10 км. Формується з багатьох безіменних струмків.

## Розташування
Бере початок на південних схилах гори Мінте-Косаревський. Тече переважно на  північний схід і в селі Селятин впадає у річку Сучаву, праву притоку Серету.